# فريدريك بيرسون (لاعب كريكت)
فريدريك بيرسون (23 سبتمبر 1880 - 10 نوفمبر 1963) (بالإنجليزية: Frederick Pearson)‏ هو لاعب كريكت نيوزلندي. شارك مع منتخب إنجلترا للكريكت.

## وصلات خارجية
- فريدريك بيرسون على موقع إي آس بي آن كريك إنفو (الإنجليزية)